# Flipper Pinball
Flipper Pinball (Spinball en Amérique du Nord) est un jeu vidéo de flipper sorti en 1983 sur la console Vectrex.

## Ressources bibliographiques
- Tilt, n°10, p. 39, noté 6/6
- TeleMatch (de), n°6/38, p. 44, noté 3/6